# Corioliseffekten
Corioliseffekten er en effekt, som påvirker legemer (inkl. væske og gas), der er i bevægelse i forhold til et koordinatsystem, der roterer jævnt, (dvs. med konstant vinkelhastighed) i forhold til et inertialsystem. Corioliseffekten blev opdaget i 1835 af den franske matematiker Gaspard-Gustave Coriolis.
Under beregning af corioliseffekten kaldes den fiktive kraft Corioliskraften af opdageren Gaspard-Gustave Coriolis og i dag ved beregning.
Corioliseffekten fremkommer fx ved jordens egenrotation. Når jorden drejer, bevæger et punkt ved Ækvator sig meget hurtigere end et punkt ved en af polerne (her ses bort fra jordens bane om solen). Denne bevægelse skaber helt bestemte mønstre på jorden, f.eks. påvirkes vinde og havstrømme.
På den nordlige halvkugle blæser vindene temmelig forenklet fra nord mod sydøst, og havstrømmene roterer mod uret. Men på den sydlige halvkugle går vindene fra syd mod nordvest, og havstrømmene roterer med uret. Tordenbyger vil ofte, men ikke altid, rotere samme vej som lavtrykkene. På denne måde er corioliseffekten med til at påvirke forskellige biologiske fænomener på Jorden som f.eks. upwelling.

## Matematisk behandling
Newtons anden lov er kun gyldig i inertialsystemer og kan derfor ikke benyttes i det koordinatsystem, der roterer sammen med den jævne cirkelbevægelse, (hvor legemet er i retlinet bevægelse). Ved at tilføje en fiktiv kraft, corioliskraften, kan Newtons anden lov bringes til anvendelse, også når legemer bevæges i et jævnt roterende koordinatsystem (centrifugalkraften skal også tilføjes). Corioliskraften er vinkelret på bevægelsesretningen og ligger i rotationsplanet; på vektorform er den:
{\displaystyle {\vec {F}}_{\text{cor}}=-2m{\vec {\omega }}\times {\vec {v}}}
hvor m er legemets masse, {\displaystyle {\vec {\omega }}} er rotationens
konstante vinkelhastighed (som vektor) og {\displaystyle {\vec {v}}} er hastighedsvektoren i det roterende koordinatsystem. Hvis det er underforstået, at {\displaystyle {\vec {F}}_{\text{cor}}} og {\displaystyle {\vec {v}}} begge ligger i et plan og er vinkelret på hinanden, samt at {\displaystyle {\vec {\omega }}} er normal på rotationsplanet, reducerer dette til
{\displaystyle F_{\text{cor}}=2m\omega v}
Man får intuitivt en fornemmelse af corioliskraften i en karrusel. Går man væk fra midten af karrusellen, føles det som om man presses modsat karrusellens omdrejningsretning (dvs. til højre, hvis karrusellen roterer mod uret), jf. illustrationen. Denne "kraftpåvirkning" er netop corioliskraften, der som sagt ikke er virkelig, men en følge af den opfattelse, at man "hører til" på underlaget, dvs. karrusellen.
Tilføjelse af corioliskraften er ikke nok til at gøre Newtons anden lov gyldig i systemer, der roterer med konstant vinkelhastighed, også centrifugalkraften må inkluderes. Accelereres systemet på andre måder, tilføjes yderligere fiktive kræfter: elevatorkraften og vinkelaccelerationskraften.

## Forekomster

### Meteorologi/oceanografi
Corioliseffekten er årsagen, der får vinde og havstrømme til i grove træk at rotere mod uret omkring lavtryk og med uret omkring højtryk på den nordlige halvkugle. På den sydlige halvkugle er det lige omvendt, men hvis man forestiller sig, at man stod på Nordpolen og kunne kigge på den sydlige halvkugle gennem Jorden, opfører højtryk og lavtryk sig på samme måde på begge halvkugler. I dette tilfælde er Jorden det roterende koordinatsystem. Set fra nordpolen drejer Jorden mod uret og det får vinde og havstrømme til at skyde mod højre på vej mod et lavtryk og derfor nærme sig lavtrykket i en spiral mod uret.

### Astronomi
Det samme fænomen opleves ved asteroider eller andre smålegemer, der bevæger sig om solen i nærheden af en planets bane. Her er planetens bane om solen mod uret det roterende koordinatsystem. I tilfælde, hvor asteroiden bevæger sig mod planeten på grund af planetens tyngdekraft, vil corioliseffekten få den til at skyde til højre for planeten, så den vil bevæge sig i forhold til planetens Lagrange-punkter.

## Skrøne: Corioliseffekten bestemmer vandets udløbsretning i en håndvask
Det er dog en skrøne, at corioliseffekten får vandet i en håndvask til at danne en hvirvel, der roterer med uret på den nordlige halvkugle og mod uret på den sydlige halvkugle. Forsøg har vist, at corioliseffekten spiller ind, men andre bevægelser, der som regel vil opstå i vandet, er oftest stærke nok til at give et andet udfald. Det skal bemærkes, at en kilde hævder, at en vasks vandhvirvels rotationsretning bestemmes minimalt af Corioliseffekten ved fjernelse af bundproppen, da småhvirvler under fyldning, vaskens udformning og evt. rotation i vandet fra vandrøret i højere grad end Corioliseffekten bestemmer rotationsretningen.